# کوتنهولتس
کوتنهولتس (به آلمانی: Kutenholz) یک شهر در آلمان است که در Fredenbeck واقع شده‌است. کوتنهولتس ۴٬۸۸۸ نفر جمعیت دارد.